# (36256) 1999 XT17
1999 XT17 (asteroide 36256) é um asteroide da cintura principal. Possui uma excentricidade de 0.11873290 e uma inclinação de 10.98431º.
Este asteroide foi descoberto no dia 3 de dezembro de 1999 por LINEAR em Socorro.